# (18924) Vinjamoori
(18924) Vinjamoori est un astéroïde de la ceinture principale d'astéroïdes.

## Description
(18924) Vinjamoori est un astéroïde de la ceinture principale d'astéroïdes. Il fut découvert le 3 août 2000 à Socorro (Nouveau-Mexique) par le projet LINEAR. Il présente une orbite caractérisée par un demi-grand axe de 2,38 UA, une excentricité de 0,13 et une inclinaison de 6,8° par rapport à l'écliptique.

## Compléments